# Russische volkstelling (2002)
De Russische volkstelling van 2002 (Russisch: Всероссийская перепись населения 2002 года) was de eerste volkstelling van de Russische Federatie. De telling werd uitgevoerd op 9 oktober 2002 door Goskomstat, het Russische bureau voor de statistiek.
De volkstelling registreerde een bevolking van 145.167.000 mensen, waarvan 106.429.000 wonend in urbane gebieden (73%) en 38.738.000 wonend in rurale gebieden (27%). De volkstelling gaf duidelijk de negatieve demografische trend weer van de jaren 90; bij de volkstelling van 1989 had Rusland nog 147.021.869 inwoners; een daling van bijna 2 miljoen. Dit was echter een minder scherpe daling dan vooraf was verwacht. Bij de volkstelling trad een aantal problemen op; zo werden fouten gemaakt bij de distributie zodat niet alle inwoners van sommige stadswijken en buitengebieden werden geteld (in Tatarije werd zelfs 7% van de bevolking niet geteld) en werkten sommige inwoners tegen of waren niet geregistreerd (illegale migranten en de rijkere klasse). De grote mobiliteit (sommige analisten denken dat tussen 1991 en 2002 30-40% van de bevolking verhuisde) zorgde ervoor dat Goskomstat het getal niet kon corrigeren door te kijken naar de propiska-gegevens uit de sovjettijd. Die waren (soms bewust) vaak niet bijgehouden door de bevolking.
De volgende volkstelling stond aanvankelijk gepland voor 2010, maar werd vervolgens verdaagd naar 2013 volgens de officiële verklaring vanwege de hoge kosten. De Russische volkstelling van 2010 ging uiteindelijk als gepland in oktober 2010 door.